# Siderolamprus
Siderolamprus — рід веретільницеподібних ящірок родини Diploglossidae. Представники цього роду мешкають в Мексиці і Центральній Америці. Вони є єдиними представниками підродини Siderolamprinae, хоча деякі дослідники виділяють вид Diploglossus bilobatus у монотиповий рід Mesoamericus і також поміщають в цю підродину. Представників роду Siderolamprus раніше відносили до родів Celestus і Diploglossus, однак за результатами філогенетичного дослідження 2021 року, яке показало, що ці роди є парафілітичним, вони були переведений до відновленого роду Siderolamprus. 

## Види
Рід Siderolamprus нараховує 14 видів:
- Siderolamprus adercus (Savage, Lips & Ibáñez, 2008)
- Siderolamprus atitlanensis (H.M. Smith, 1950)
- Siderolamprus bivittatus (Boulenger, 1895)
- Siderolamprus cyanochloris (Cope, 1894)
- Siderolamprus enneagrammus Cope, 1861
- Siderolamprus hylaius (Savage & Lips, 1993)
- Siderolamprus ingridae (Werler & Campbell, 2004)
- Siderolamprus laf (Lotzkat, Hertz, & Köhler, 2016)
- Siderolamprus legnotus (Campbell & Camarillo, 1994)
- Siderolamprus montanus (Schmidt, 1933)
- Siderolamprus orobius (Savage & Lips, 1993)
- Siderolamprus owenii (A.M.C. Duméril & Bibron, 1839)
- Siderolamprus rozellae (H.M. Smith, 1942)
- Siderolamprus scansorius (McCranie & Wilson, 1996)